# Replikant
Replikant – określenie androida przypominającego człowieka i zdolnego do naśladowania jego zachowania tak skutecznie by odróżnienie od człowieka było niewykonalne lub bardzo trudne. Używane w filmie Ridleya Scotta Łowca androidów (ang. Blade Runner), gdzie zastąpiło słowo „androidy”, używane przez Philipa K. Dicka w literackim pierwowzorze filmu – powieści Czy androidy śnią o elektrycznych owcach? (ang. Do Androids Dream of Electric Sheep?). Należy tu zauważyć, iż Dick używając określenia android (człekokształtny robot) miał raczej na myśli istoty biologiczne, bliższe pojęciu cyborga.
Replikanci byli produktem bioinżynierii. Rozróżnienie replikanta od prawdziwego człowieka było możliwe tylko po zastosowaniu specjalnego testu na empatię (test Voight-Kampffa). Czas życia replikanta był ograniczony do kilku lat. W fikcyjnym świecie obowiązywał całkowity zakaz ich przebywania na planecie Ziemia. W przypadku złamania tego zakazu byli likwidowani przez specjalne oddziały policji – Blade Runnerów. Likwidacji replikanta nie nazywano egzekucją, lecz używano terminu „emerytura”. Stwarzało to zagrożenie dla ludzi, którzy mogli być dość łatwo pomyleni z replikantami.
Androidy były produkowane przez korporację Tyrella (w książce Rosena). Replikanci mogli być bardzo inteligentni, ale według korporacji niezdolni do wyższych uczuć. W zależności od modelu produkowano wersje z różnymi możliwościami intelektualnymi i fizycznymi.

## Replikanci w filmie
- Roy Batty (w książce Roy Baty) – Rutger Hauer
- Pris – Daryl Hannah
- Zhora – Joanna Cassidy
- Leon – Brion James
- Rachael – Sean Young

## Batman: The Animated Series
W serialu Batman: The Animated Series replikanci są produktem komputera ze sztuczną inteligencją o nazwie H.A.R.D.A.C. Konkretnie w odcinkach 38, 39 i 62. Dąży on do zastąpienia wszystkich ludzi replikantami. Po kolei zastępuje nimi ważniejsze osoby w Gotham City,  w tym samego Batmana. Replikanci również mają sztuczną inteligencję. Są stale połączeni bezprzewodowo ze swoim stwórcą. Pierwotnie, tak jak H.A.R.D.A.C, byli wynalazkiem Karla Rossuma, który nie miał złych zamiarów, jednak H.A.R.D.A.C uniezależnił się od niego.